# 東日本医科学生総合体育大会
東日本医科学生総合体育大会（ひがしにほんいかがくせいそうごうたいいくたいかい、略称：東医体〈とういたい〉）は、東日本(新潟県新潟市・長野県松本市・山梨県甲府市以東)に所在する大学のほとんどの医学部が参加する医学生のスポーツの大会である。
対応して、西日本(富山県富山市・岐阜県岐阜市・愛知県長久手市・静岡県浜松市以西)では「西日本医科学生総合体育大会（西医体）」が開催されており、競技によっては東医体の優勝校が西医体の優勝校と対戦して全国一を決定する「全日本医科学生体育大会王座決定戦（全医体）」が行われる。

## 概要
東日本医科学生総合体育連盟に加盟している38大学の医科学生が23の競技（夏季21、冬季2）に参加する体育大会（2018年現在）。ほとんどの競技は夏に行われるが、スキーとアイスホッケーだけは冬の開催となる。なお、かつてはラグビーも冬に行われていた。
1957年（昭和32年）に慶應義塾大学医学部の学生が中心となり、当時6年生であった芦刈宏之（ニューヨーク医科大学教授）を委員長として始められた。以降毎年開催され、2018年は第61回大会が行われた。
東医体には、東日本の大学の医学部から約15,000名の医学生が集まり、日本国内で行われる体育大会としては、国民体育大会（国体）と西医体に次ぐ第3位の規模となっている。2018年の開催実績では参加38校、競技種目は23種であった。日本国内では国体、西日本医科学生総合体育大会に次ぐ参加者数（約15,000人）を誇る。一部の競技では、優勝校が西日本の優勝校と王座を争って対戦する。これが全日本医科学生体育大会王座決定戦（全医体）である。
医学部の運動部にとって東医体はもっとも重要、かつ由緒ある大会であり、ここでの活躍は学内での部の立場を左右するほどである。医学部の指導教官もかつては医学生として東医体に関与したことのあるものがほとんどであり、夏季の東医体の期間に重なっては講義や実習は設定されないことが普通である。しかし、近年では冬季の東医体の時期には臨床実習などが設定され、参加が困難となる大学もある。医学生は練習に割く時間に限りがある上、6年制なため一般大学とは幹部学年・引退学年にずれがあるなど、一般大学と試合するには困難を伴う。それに加えて、決して多いとは言えない医学生の間での交流を深める意味もあって開催されている。

## 運営形態
基本的に東医体全体を統括・運営する「東医体運営委員」と、各競技の開催・運営を担当する「競技実行委員」とに分かれている。毎年春と秋に以下の会議を行い、東医体全体と各競技の予算および決算、安全対策事項などを議論・報告する。全ての会議で承認を取れた場合に当該年度の東医体の開催・運営が認められる。
- 主将会議
- 競技実行委員会議
- 定例会議（小委員会、評議委員会議、定例理事会）

1996年以前は、東医体には名目上では東日本医科学生体育連盟という組織が存在したが、事務局などといった組織運営は行なわれていなかった。毎年、参加する医学部のひとつが主管校と呼ばれる回り持ちの責任者となって主催し、各競技の主催は主管校のそれぞれの運動部が担当していた。また、主管校に該当クラブがない競技のみ移管競技として他校に移管し開催するという形を取っていた。しかし、主管校にとっての負担が大きすぎるという問題から、1996年より36校を9つのグループに分けて4校が共同主管するという形態に改められた。また、選出した主管4校に該当クラブがない競技のみ、主管4校以外の大学に移管競技という形で開催するという形態は継続されている。

## 東医体運営委員会
主管4校には東医体運営委員会が組織され、運営のほとんどを学生自らの手で行う。メンバーは1校につき合計25名程度である。運営委員会は実際に運営をする年度の2年以上前に重要な役職を中心に結成され、前年度、前々年度代表主管校運営委員会の指導の下で東医体運営の実際を学ぶ。具体的には、競技実行委員の提出する各部門の予算・決算、競技会場の確保、大会日程の決定、各競技会場の安全対策、選手のエントリー、総合得点の集計などをチェックする。また東医体会議を開催し、チェックした内容を議題として報告する。非常に多岐にわたる業務があり、また、開会式・閉会式を開催することも業務の一部である。そのため運営に関わる学生は長期休暇やゴールデンウイークも大会の準備に忙殺されることが近年問題となっている。

## 競技実行委員
競技の主催は主管4校のそれぞれの運動部が担当し、主管校に該当クラブがない競技のみ該当クラブを持つ他校に移管して主催するという形をとる。競技実行委員会の主な業務は、大会の開催準備・運営である。具体的には、予算・決算のとりまとめと小委員会・評議委員会・理事会への提出、競技会場の確保、大会日程の決定、各競技会場の安全対策、選手のエントリー、総合得点の集計など、非常に多岐にわたる。

## 参加校
2016年に東北医科薬科大学、2017年に国際医療福祉大学がそれぞれ東医体に参加し、2018年現在の参加校数は38校となっている。東医体の運営は学生主体で、参加大学38校が4校ずつ9グループ（A – Iグループ　B、Cグループは5大学）に分かれてローテーションで主管校を決めている。
- Ａグループ
  - 日本大学医学部
  - 埼玉医科大学
  - 群馬大学医学部
  - 順天堂大学医学部
- Ｂグループ
  - 東北大学医学部
  - 帝京大学医学部
  - 自治医科大学
  - 獨協医科大学
  - 東北医科薬科大学医学部
- Ｃグループ
  - 北里大学医学部
  - 東海大学医学部
  - 千葉大学医学部
  - 東京大学医学部
  - 国際医療福祉大学医学部
- Ｄグループ
  - 東京女子医科大学医学部
  - 横浜市立大学医学部
  - 信州大学医学部
  - 東京慈恵会医科大学
- Ｅグループ
  - 秋田大学医学部　
  - 山形大学医学部
  - 福島県立医科大学医学部
  - 岩手医科大学医学部
- Ｆグループ
  - 防衛医科大学校　
  - 杏林大学医学部
  - 新潟大学医学部
  - 日本医科大学
- Ｇグループ
  - 東京科学大学医学部
  - 聖マリアンナ医科大学
  - 筑波大学医学群
  - 昭和大学医学部
- Ｈグループ
  - 山梨大学医学部
  - 東邦大学医学部
  - 東京医科大学
  - 慶應義塾大学医学部
- Ｉグループ
  - 旭川医科大学
  - 弘前大学医学部
  - 札幌医科大学
  - 北海道大学医学部

## 競技種目
- 陸上競技
- 硬式野球
- 準硬式野球
- テニス
- ソフトテニス
- 卓球
- バレーボール
- バドミントン
- サッカー
- バスケットボール
- 柔道
- 剣道
- 弓道
- 空手道
- 水泳
- ヨット（セーリング）
- ボート（ローイング）
- 馬術
- ハンドボール
- ゴルフ
- スキー
- ラグビー
- アイスホッケー